# Championnats d'Afrique de pentathlon moderne 2004
Navigation
Édition précédente Édition suivante
Les championnats d'Afrique de pentathlon moderne 2004 ont lieu le 29 février 2004 au Caire, en Égypte. Cette compétition est open, c'est-à-dire ouverte aux pentathloniens d'autres continents. Le premier Africain et la première Africaine sont quant à eux sacrés champions d'Afrique et qualifiés pour les Jeux olympiques d'été de 2004.

## Médaillés africains
Les médaillés de ces championnats d'Afrique sont, :
| Individuel hommes | Raouf Abd El-Raouf (EGY) | Fathy Kotb Ahmed (EGY) | Mohamed Abdel Raouf (EGY) |  |  |  |
|                   |                          |                        |                           |  |  |  |
| Individuel femmes | Aya Medany (EGY)         | Houda Ghonim (EGY)     | Omnia Fakhry (EGY)        |  |  |  |

## Tableau des médailles
| Rang  | Nation | Or | Argent | Bronze | Total |
| ----- | ------ | -- | ------ | ------ | ----- |
| 1     | Égypte | 2  | 2      | 2      | 6     |
| Total | Total  | 2  | 2      | 2      | 6     |

## Classement open
| Rang | Nom                      |
| ---- | ------------------------ |
| 1    | Gábor Balogh (HUN)       |
| 2    | Sébastien Deleigne (FRA) |
| 3    | Giles Hancock (GBR)      |

| Rang | Nom                    |
| ---- | ---------------------- |
| 1    | Jeļena Rubļevska (LAT) |
| 2    | Kara Grant (CAN)       |
| 3    | Amélie Cazé (FRA)      |